# إدغار رومني
إدغار رومني (بالإنجليزية: Edgar Rumney)‏ هو لاعب كرة قدم بريطاني في مركز الدفاع، ولد في 15 سبتمبر 1936 في Abberton, Essex ‏ في المملكة المتحدة، وتوفي في 18 أغسطس 2015. لعب مع كولتشستر يونايتد.